# Ediths Glocken – Der Film
Ediths Glocken – Der Film ist eine deutsche Filmkomödie von und mit den Travestiekünstlern Ades Zabel und Biggy van Blond, die am 24. November 2016 in die deutschen Kinos kam.

## Handlung
Bald ist Weihnachten. Die Hartz-VIII-Empfängerin Edith Schröder und ihre beiden Freundinnen Brigitte und Jutta haben wie jedes Jahr keine Lust auf Heiligabend. Biggy ist Besitzerin einer Legginsboutique und Jutta ist Transvestit und Kneipenwirtin. Da keine von ihnen weder eine Familie noch Kinder hat, bedeutet das Fest für sie eher eine einsame Veranstaltung. Dieses Jahr wollen die drei jedoch nicht im Selbstmitleid versinken, sondern gemeinsam bei Edith feiern, so richtig mit Gänsebraten, Wein und vor allem Geschenken. Zwei Tage vor Weihnachten sorgen sie dafür, dass sich Freunde von Biggy, die beiden ostberliner Ehemänner Kevin Adriano und Enrico Norman, in ihrem Laden gegenseitig eine Tigerunterhose zum Fest kaufen. Am nächsten Tag ziehen Edith und Biggy los und suchen beim Karstadt am Hermannplatz nach einem schönen Vibrator für Jutta. Der Kaufhausdetektiv erwischt die beiden beim Klauen, und er nutzt die Situation schamlos aus und zwingt die beiden Frauen zu gegenseitigem Fellatio. Als der Kaufhausdetektiv sich vor Ekstase auf dem Boden krümmt, gelingt ihnen ein Vorstoß zur Weihnachtssonderfläche, wo sie nach Glocken für Edith schauen. Und dann muss der griechische Klempner, den Jutta für ein durch eine Ratte verstopftes Rohr in ihrer Kneipe engagiert hat, auch noch kommen, um einen Stollen aus Ediths verstopftem Abflussrohr zu ziehen, was Edith in Naturalien in Form eines Blow-Jobs bezahlt. Darüber treffen auch die beiden Freundinnen ein. Fast scheint die Vorfreude auf das anstehenden Weihnachtsessen dahin, denn Edith hat vergessen, die Bratensauce zu kaufen. Als sie loszieht, um sie beim türkischen Späti zu besorgen, trifft Brigittes Mutter ein, die sich seit sechs Jahren um ihre Enkelin Ilonka kümmert. Das gestörte Kind isst eine Banane und erbricht sich auf Ediths Teppich. Das Chaos ist perfekt, bis Jutta das Kind auf den Hausflur rausgeschoben hat. Dabei wird Edith auf ihrem Balkon ausgesperrt. Den beiden Freundinnen hören ihre Schreie nicht, da sie eine schöne CD von Uschi Glas hören. Dann gibt es endlich Essen. Nur leider ist der Gänsebraten total verbrannt und zu einem winzigen Huhn zusammengeschnurrt, weil Edith zu lange ausgesperrt war. Dann klingelt es plötzlich und zwei Weihnachtsmänner stehen vor der Tür: Kevin Adriano und Enrico Norman. Das Gerangele um die Geschenke folgt, denn nun ist Zeit für die Bescherung. Doch alle Geschenke enttäuschen: Ein Vibrator für die ewige Jungfrau Jutta, ein Tigerfell für Biggy, die aber nur Leopard trägt, und falsche Staubsaugerbeutel für die verwahrloste Edith. Alle fangen an sich zu streiten, bis plötzlich die Weihnachtsglocken der Kirche in der Nachbarschaft läuten. Das erinnert alle daran, wofür Weihnachten steht. Man verträgt sich und alle kippen gemeinsam einen Schnaps und lachen über das desaströs Weihnachtsfest, bevor sie weiter in den Späti ziehen. Im letzten Moment fällt Edith ein, dass die beiden Jungs noch kein Geschenk bekommen haben: Die beiden Tiger-Schlüpfer.

## Produktion
Der Film ist eine Adaption von Ades Zabels Comedy-Theaterreihe Wenn Ediths Glocken läuten, die am Berliner BKA-Theater gezeigt wurde und in der er selbst die überdrehte Neuköllnerin Edith Schröder spielte. Der Film wurde unter anderem durch eine Crowdfunding-Kampagne finanziert. Neben Zabel in der Hauptrolle sind im Film Biggy van Blond, Nicolai Tegeler, Bob Schneider und Stefan Kuschner zu sehen, mit denen Zabel auch am BKA-Theater gemeinsam auf der Bühne stand.
Die Dreharbeiten fanden in Berlin statt. Die Szene im Film, in der Edith und Biggy auf der Suche nach einem Vibrator ein breites Dildo-Sortiment in Augenschein nehmen, wurde im Buchladen Brunos am Nollendorfplatz gedreht. Ades Zabel erklärte, zwar habe ein ihm bekannter Filialleiter von Karstadt erlaubt, die Dreharbeiten in den dortigen Räumlichkeiten stattfinden zu lassen, doch habe die Konzernleitung Einwände gehabt.
Der Film wurde mit einem Budget von 16.000 Euro realisiert, von Nicolai Tegeler und Alexander Kiersch mit deren Produktionsunternehmen Colafilm produziert und wird von der Edition Salzgeber vertrieben. Ab 24. November 2016 kam der Film in ausgewählte Kinos.

## Rezeption

### Altersfreigabe
In Deutschland ist der Film FSK 12. In der Freigabebegründung heißt es: „Der Film ist ruhig, linear und kammerspielartig erzählt, er spielt mit stark überzogenen Klischees. Der häufig sexualisierte, derbe Sprachgebrauch sowie einzelne sexuelle Anspielungen auf der Bildebene können Kinder unter 12 Jahren irritieren, doch diese sind dezent eingesetzt und haben geringen Realitätsbezug, so dass 12-Jährige sie problemlos verarbeiten können.“